# Тетрис ефект
Тетрис ефектът или Тетрис синдромът (на английски: Tetris effect и Tetris syndrome) възниква, когато хората отделят толкова много време и внимание на дейност, че тя започва да моделира техните мисли, мисловни образи и сънища. Името си получава от видеоиграта Тетрис.
Хората, които играят Тетрис за дълъг период от време, могат да започнат да мислят за начини, по които различните форми в реалния свят си съвпадат, например кутиите на рафта в супермаркета или сгадите на улицата. Възможно е да започнат да виждат цветни изображения на фигури, падащи на определено място, когато си затворят очите. Такива видения могат да се появят при запспиване, форма на хипнаготични изображения.
Тези, които изпитват ефекта, могат да почувстват, че не са в състояние да попречат на мислите, образите или сънища да се случат.
По-изчерпателно разбиране на дългосрочните ефекти от играенето на видеоигри е изследвано емпирично като феномен на трансфер на игри (на английски: Game Transfer Phenomena (GTP)).